# Hauptstraße (Gartow)
Die Hauptstraße in Gartow im Landkreis Lüchow-Dannenberg bildet den Ortskern.
Die Hauptstraße läuft von Nordwest nach Südost. Im Nordwest geht die Straße an der Ecke Hahnenberger Straße in die Springstraße über. Am südöstlichen Ende befindet sich die Kirche und das Schloß Gartow. Die Hauptstraße ist über die gesamte Länge Teil der B 493. Die Straße in der heutigen Form wurde nach einem Brand am 29. Juni 1721 neu angelegt. Schon damals wurde der Graben zwischen den Häusern Nr. 30 und 32 geplant. Der Graben ist heute verrohrt.
Die Hauptstraße ist über die gesamte Länge denkmalgeschützt.
| Lage               | Offizielle Bezeichnung | Beschreibung | Bild |
| ------------------ | ---------------------- | --- | ---- |
| Hauptstraße 1 Lage | Wohnhaus               | |      |
| Hauptstraße 3      | Wohnhaus               | |      |
| Hauptstraße 5      | Wohnhaus               | |      |
| Hauptstraße 6      | Forsthaus              | |      |
| Hauptstraße 7      | Wohnhaus               | |      |
| Hauptstraße 8      | Wohnhaus               | |      |
| Hauptstraße 9      | Wohnhaus               | |      |
| Hauptstraße 10     | Wohnhaus               | |      |
| Hauptstraße 11     | Wohnhaus               | |      |
| Hauptstraße 12     | Wohnhaus               | |      |
| Hauptstraße 13     | Wohnhaus               | |      |
| Hauptstraße 14     | Wohnhaus               | |      |
| Hauptstraße 15     | Wohnhaus               | |      |
| Hauptstraße 16     | Wohnhaus               | |      |
| Hauptstraße 17     | Wohnhaus               | |      |
| Hauptstraße 18     | Wohnhaus               | |      |
| Hauptstraße 19     | Wohnhaus               | |      |
| Hauptstraße 20     | Wohnhaus               | |      |
| Hauptstraße 21     | Wohnhaus               | |      |
| Hauptstraße 22     | Wohnhaus               | |      |
| Hauptstraße 23     | Wohnhaus               | |      |
| Hauptstraße 24     | Wohnhaus               | |      |
| Hauptstraße 25     | Wohnhaus               | |      |
| Hauptstraße 26     | Wohnhaus               | |      |
| Hauptstraße 27     | Wohnhaus               | |      |
| Hauptstraße 28     | Wohnhaus               | |      |
| Hauptstraße 29     | Wohnhaus               | |      |
| Hauptstraße 30     | Wohnhaus               | |      |
| Hauptstraße 31     | Wohnhaus               | |      |
| Hauptstraße 32     | Wohnhaus               | |      |
| Hauptstraße 33     | Wohnhaus               | |      |
| Hauptstraße 34     | Wohnhaus               | |      |
| Hauptstraße 35     | Wohnhaus               | |      |
| Hauptstraße 37     | Wohnhaus               | |      |
| Hauptstraße 39     | Wohnhaus               | |      |
| Hauptstraße 40     | Wohnhaus               | |      |
| Hauptstraße 42     | Wohnhaus               | |      |
| Hauptstraße 44     | Wohnhaus               | |      |
| Hauptstraße        | St. Georgskirche       | Die Kirche wurde von 1723 bis 1724 erbaut. Es ist eine barocke Kirche mit einem Mansarddach und einem kleinen Turm. Die Orgel ist von Johann Matthias Hagelstein aus Lüneburg. Es war sein einziges Werk. |      |